# 原爆体験記
原爆体験記（げんばくたいけんき）とは、1945年8月の広島および長崎での被爆体験を記した文章、もしくは文集。
主要な「原爆体験記」としては、以下のようなものがある（なお直接体験者による記録に限定し、体験者の著作であっても小説などのフィクションは含まない。出版情報は初版に限定）。
- 『原爆の子〜広島の少年少女のうったえ』 - 広島で被爆した小学生・中学生・高校生を中心とする少年少女の体験文集。教育学者・長田新の編集により1951年に岩波書店より刊行された。
- 『原爆体験記』 - 広島で被爆した市民19名の体験文集。広島市により1950年に印刷されたが公刊されず、1965年になって朝日新聞社から初めて刊行された。
- 『絶後の記録』 - 広島で被爆した国文学者（広島文理科大学教授）・小倉豊文の体験記。1949年に中央社から初版が刊行。被爆死した妻への私信という形態で体験が語られている。
- 『ヒロシマ日記』 - 広島で被爆した広島逓信病院院長・蜂谷道彦による被爆と被爆者医療の記録。1955年に朝日新聞社より刊行された。被爆後56日の状況が日録の形で綴られている。
- 『広島 昭和二十年』 - 広島で被爆した中国新聞記者・大佐古一郎による1945年の日録の形を取った体験記。1975年に中公新書の一冊として刊行された。戦争末期から被爆を経て敗戦直後の広島の状況が記述されている。